# Partito Socialdemocratico Estone dei Lavoratori
Il Partito Socialdemocratico Estone dei Lavoratori (in estone: Eesti Sotsiaaldemokraatlik Tööliste Partei - ESDTP) fu un partito politico estone di orientamento socialdemocratico operativo dal 1907 al 1925.
Nel 1925 si fuse col Partito Socialista Indipendente Estone dei Lavoratori (Eesti Iseseisev Sotsialistlik Tööliste Partei) dando vita al Partito Socialista Estone dei Lavoratori.

## Risultati
| Elezione          | Voti   | %    | Seggi    |
| ----------------- | ------ | ---- | -------- |
| Parlamentari 1920 | 80.211 | 17,0 | 18 / 100 |
| Parlamentari 1923 | 64.297 | 14,0 | 15 / 100 |